# Тіа Блейк
Крістіана Елізабет «Тіа» Волман (англ. Christiana Elizabeth "Tia" Wallman; 13 квітня 1952, Колумбус, Джорджія, США — 17 червня 2015, Пайнгерст, Північна Кароліна, США) — американська співачка, авторка пісень і письменниця, знана як Тіа Блейк. Здобула славу завдяки дебютному альбому 1971 року «Folk Songs & Ballads: Tia Blake and Her Folk-Group», який спочатку вийшов лише у Франції, але 2011 року перевиданий як «знову відкритий втрачений альбом». У 1990-х і 2000-х роках альбом отримав культовий статус, його порівнювали з доробком Ніка Дрейка та Ніко.
1960 року через суперечки про опіку її разом з суродженцями викрав батько, який працював у ЦРУ. Пізніше його заарештували і він втік з країни. Вона переїхала до Парижа, де створила «Her Folk Group» і записала свій дебютний альбом. Згодом переїхала до Монреаля, де записала добірку пісень для CBC Radio, які не прийняли, і запропонувала бек-вокал для пісні Даніеля Лавуа.
Пізніше побудувала кар'єру вільного письменника та редактора після закінчення коледжу Сміта. Друкувалася в «Гранті», де ділилася своїм досвідом, зокрема розповідала про пошуки батька в Сайгоні під час війни у В'єтнамі. Разом з мамою написала комедійний твір, який 2007 року представили на фестивалі «Fringe» у Нью-Йорку. Померла у 63 роки від раку грудей.

## Біографія
Народилася в Колумбусі, штат Джорджія, 13 квітня 1952 року і росла в Північній Кароліні. У неї було шестеро суродженців. Її батько Джек працював у ЦРУ. 1960 році батьки розлучилися, і у боротьбі за опіку батько викрав її з суродженцями на сім місяців. Коли їх знайшли, батька заарештували і він згодом втік з країни.
1970 року закінчила середню школу, а потім шість місяців працювала у видавничій компанії Farrar, Straus and Giroux у Нью-Йорку, перш ніж переїхати до Парижа. Там вона познайомилася і закохалася в Беніто Мерліно, сицилійського фолкспівака, власника магазину звукозаписів і продюсера. Вона навчилася грати на гітарі і проводила більшу частину часу в магазині платівок у Латинському кварталі, де іноді співала. У магазині познайомилася з двома молодими гітаристами, які були затятими прихильниками національної музики. Вони почали грати разом з нею, створивши «Her Folk Group».
Зачарований співочим голосом Волман, Мерліно познайомив її зі своїми контактами в індустрії звукозапису. Так вона познайомилася з Мішелем Бачелетом і Жаном-Полем Сметсом власником і керівником A&R Société française de production (SFP), невеликого французького звукозаписного лейбла, який запросив її записати дебютний альбом на Studios Saravah П'єра Бару. Вона записала альбом народних пісень і балад під іменем Тіа Блейк за підтримки свого гурту. 1971 року альбом «Folk Songs & Ballads: Tia Blake and Her Folk-Group» вийшов у Франції маленьким тиражем. Для підтримки альбому разом з гуртом виступила в «Театрі старого голубника». 1973 році вона записала добірку демо та репетицій за підтримки гітариста Джека.
У вересні 1976 року в Монреалі відповіла на дзвінок радіостанції CBC про пісні місцевих виконавців, записавши на студії CBC демонстраційну стрічку з трьох оригіналів, включно з одним для її батька та іншим для хлопця. Проте продюсер CBC дуже низько оцінив значущість і повернув запис. Виконала бек-вокал для пісні «Boule Qui Roule» Даніеля Лавуа з альбому Nirvana Bleu 1979 року.
1989 року закінчила Сміт-коледж, отримавши письменницьку премію Елізабет Дрю. Стала вільним письменником і редактором. опублікувала дві статті в журналі «Гранта», перша з яких була спогадами про поїздку до Сайгону з її сестрою під час війни у В'єтнамі, щоб знайти свого батька, який працював на ЦРУ, а друга з'явилася посмертно. 2006 року комедійний твір, який вона написала разом з мамою, Джоан Блейк, поставлений на нью-йоркському фестивалі «Fringe» 2007 року.
2011 року Water Music перевидала на CD її дебютний альбом разом з її демозаписами в Парижі та записами CBC Montreal, про який говорили про як знову відкритий втрачений альбом, він почав поширюватися як культовий запис у 1990-х і 2000-х роках. Волман порівнюють з Ніком Дрейком, Ніко, Сібіл Баєр, Бріджит Сент-Джон і Вашті Баньяном.
Померла 17 червня 2015 року у 63 роки від раку молочної залози в Пайнгерсті, штат Північна Кароліна. Її поховали поруч з двома братами, Крісом і Пітером, у Норт-Гатлі, Квебек, Канада. Її колекція зберігається в бібліотеці Вілсона в Північній Кароліні і складається з аудіозаписів, зображень, документів і письмових творів.

## Доробок

### Дискографія
- Folk Songs and Ballads: Tia Blake and Her Folk-group (LP), SFP, Париж, 1971.
  - 2011 року перевиданий компанією Water Music, Каліфорнія, разом з паризькими демо (1973) і записами CBC Montreal (1976).
  - 2022 року перевидано та перероблено Ici Bientôt, Париж
- Tia Blake, Paris and Montreal Demos 1973—1976 (EP), Yep Roc Records, 2018[15].

### Публікації
- Ми поїхали в Сайгон, Гранта, 14 липня 2006
- Forbidden Games, Гранта, 9 березня 2017